# Extreme Rules (2018)
 (octobre 2024).
Si vous disposez d'ouvrages ou d'articles de référence ou si vous connaissez des sites web de qualité traitant du thème abordé ici, merci de compléter l'article en donnant les références utiles à sa vérifiabilité et en les liant à la section « Notes et références ».
Cet article concerne l'édition 2018 du de l'événement Extreme Rules. Pour toutes les autres éditions, voir WWE Extreme Rules.
L'édition 2018 d'Extreme Rules est une manifestation de catch (lutte professionnelle) produite par la World Wrestling Entertainment (WWE), une fédération de catch américaine, qui est télédiffusée, visible en paiement à la séance, sur le WWE Network ainsi que sur la chaîne de télévision française AB1 et belge ABXplore. L'événement s'est déroulé le 15 juillet 2018 au PPG Paints Arena à Pittsburgh, dans l'état de Pennsylvanie. Il s'agit de la dixième édition d'Extreme Rules, événement annuel qui, comme son nom l'indique,  propose un ou plusieurs matchs basés sur les règles du catch hardcore.

## Contexte
Les spectacles de la World Wrestling Entertainment (WWE) sont constitués de matchs aux résultats prédéterminés par les scénaristes de la WWE. Ces rencontres sont justifiées par des storylines – une rivalité entre catcheurs, la plupart du temps – ou par des qualifications survenues dans les shows de la WWE telles que Raw, SmackDown, Main Event, NXT, WWE 205 Live. Tous les catcheurs possèdent un gimmick, c'est-à-dire qu'ils incarnent un personnage gentil (face) ou méchant (heel), qui évolue au fil des rencontres. Un événement comme Extreme Rules est donc un événement tournant pour les différentes storylines en cours,.
À Money in the Bank, AJ Styles a conservé le WWE Championship en battent Shinsuke Nakamura dans Last Man Standing match. Dans l'épisode de SmackDown, un Gauntlet match entre The Miz, Daniel Bryan, Rusev, Samoa Joe et Big E devait déterminer l'adversaire de Styles pour Extreme Rules, que Rusev a gagné en éliminant The Miz.
À Money in the Bank, Alexa Bliss a remporté le Women's Money in the Bank ladder match. Plus tard dans la nuit, elle a attaqué Ronda Rousey pendant le Raw Women's Championship match, provoquant la victoire de Rousey par disqualification. Bliss a ensuite encaissé son Money in the Bank contract et a battu Jax pour le titre. La nuit suivante à Raw, Jax qui a obtenu son match revanche à Extreme Rules. Rousey a également été suspendue pendant 30 jours.
Dans l'épisode du 4 juin de Raw, The B-Team (Bo Dallas et Curtis Axel) a remporté une bataille par équipe pour gagner le droit d'affronter "Woken" Matt Hardy et Bray Wyatt pour le Raw Tag Team Championship en éliminant Heath Slater et Rynho. Dans l'épisode de 25 juin de Raw, Axel bat Hardy. Un match par équipe a été annoncé pour Extreme Rules.
À Money in the Bank, Carmella conserve le SmackDown Women's Championship en battant Asuka grâce au retour de James Ellsworth. Dans le prochain épisode de SmackDown, Carmella attaque Asuka par un super kick. Le 26 juin à SmackDown, la SmackDown General Manager Paige annonce un match revanche entre Asuka et Carmella pour le titre à Extreme Rules.
Avant le main event pour déterminer l'adversaire de AJ Styles pour Extreme Rules, Daniel Bryan avait un regard vers les SmackDown Tag Team Champions The Bludgeon Brothers (Harper et Rowan). Après que Bryan ait éliminé Big E et Samoa Joe du Gauntlet match, The Bludgeon Brothers ont attaqué Bryan, ce qui a permis à Miz de éliminer Bryan. Dans l'épisode du 26 juin de SmackDown, Kane était de retour et a sauvé Bryan après que The Bludgeon Brothers ait attaqué Bryan, Team Hell No est officiellement réuni. Paige a ensuite annoncé que Team Hell No vont affronter The Bludgeon Brothers pour les titres par équipe lors d'Extreme Rules.
Le 18 juin à Raw, Dolph Ziggler bat Seth Rollins pour remporter son sixième Intercontinental Championship après que Drew Mclntyre ait distrait Rollins. La semaine suivante, Rollins a gagné une revanche pour le titre par disqualification après que Mclntyre ait interféré au nom de Ziggler. Le 2 juillet, un Iron Man de 30 minutes entre les deux est prévu pour Extreme Rules.
Le 18 juin à Raw, le directeur général de Raw, Kurt Angle, a annoncé un Multi-Man match pour Extreme Rules, avec le vainqueur face à Brock Lesnar pour le Universal Championship. Roman Reigns, prétendant être le « champion sans couronne »en raison à l'issue de son match controversée au Greastest Royal Rumble, et Bobby Lashley, prétendant être la seule personne qui pouvait légitimement égaler Lesnar, étaient les deux premiers participants confirmés pour le match. La semaine suivante, cependant, le match a été annulé sur des disputes de contrat avec Lesnar. Reigns et Lashley voulaient se faire face, mais Angle leur fit plutôt équipe contre The Revival (Scott Dawson et Dash Wilder). Reigns et Lashley ont perdu et dans une revanche la semaine suivante, Reigns a refusé de faire le changement avec Lashley et Lashley a abandonné Reigns à un battement d'après-match par The Revival. Un match entre Lashley et Reigns est prévu pour Extreme Rules.

## Tableau des matchs
| # | Match | Stipulation | Durée |
| --- | --- | --- | ----- |
| 1P | Andrade "Cien" Almas (avec Zelina Vega) bat Sin Cara                                                        | Match simple | 7:00  |
| 2P | SAnitY (Eric Young, Alexander Wolfe et Killian Dain) bat The New Day (Big E, Kofi Kingston et Xavier Woods) | Tables match | 8:00  |
| 3 | The B-Team (Curtis Axel et Bo Dallas) battent The Deleters of Worlds ("Woken" Matt Hardy et Bray Wyatt) (c) | Tag team match pour le WWE Raw Tag Team Championship                                                                                        | 8:00  |
| 4 | Finn Bálor bat "Constable" Baron Corbin                                                                     | Match simple | 8:20  |
| 5 | Carmella (c) bat Asuka                                                                                      | Match simple pour le WWE SmackDown Women's Championship James Ellsworth est suspendu au-dessus du ring dans une Shark Cage pendant le match | 5:25  |
| 6 | Shinsuke Nakamura bat Jeff Hardy (c)                                                                        | Match simple pour le WWE United States Championship                                                                                         | 0:06  |
| 7 | Kevin Owens bat Braun Strowman                                                                              | Steel Cage match | 8:05  |
| 8 | The Bludgeon Brothers (Harper et Rowan) (c) battent Team Hell No (Daniel Bryan et Kane)                     | Tag team match pour le WWE SmackDown Tag Team Championship                                                                                  | 8:20  |
| 9 | Bobby Lashley bat Roman Reigns                                                                              | Match simple | 14:50 |
| 10 | Alexa Bliss (c) bat Nia Jax                                                                                 | Extreme Rules match pour le WWE Raw Women's Championship                                                                                    | 7:30  |
| 11 | AJ Styles (c) bat Rusev                                                                                     | Match simple pour le WWE Championship | 18:18 |
| 12 | Dolph Ziggler (c) (avec Drew Mclntyre) bat Seth Rollins (deuxième match après l'égalité du Iron Match)      | 30-minutes Iron Man match pour le WWE Intercontinental Championship                                                                         | 30:10 |
| (c)- désigne le(s) champion(s) défendant son/leurs titre(s) pendant le match P – indique que le match aura lieu lors du pré-show | | |       |